# Cité Napoléon
Cité Napoléon je nejstarší dělnická čtvrť v Paříži. Byla postavena v letech 1849-1851 a nachází se na rohu ulic Rue de Rochechouart a Rue Pétrelle v 9. obvodu. Byla postavena v letech 1849-1851 podle plánů architekta Marie-Gabriela Veugny (1785-1856) na příkaz Louise Napoleona Bonaparta, který byl krátce předtím zvolen prezidentem druhé republiky 10. prosince 1848.

## Historie
Louis Napoleon Bonaparte prosazoval už jako poslanec za Národní shromáždění plán na snížení chudoby ve městě. V každé čtvrti měly vzniknout dělnické kolonie pro zhruba 400 rodin, kde by každá rodina měla nájemní byt s vytápěním a osvětlením. V únoru 1849 vznikla společnost s kapitálem 6 000 000 franků. Jako první sídliště vzniklo Cité Napoléon. Postupně byl program omezen a jiná sídliště postavena nebyla. Kolonie byla otevřena v listopadu 1851. Zdejší ubytovaní dělníci měli nárok na bezplatnou návštěvu lékaře, denní péči pro děti, prádelnu, sušičku a lázně. Přesto však sídliště nemělo velký úspěch, pravděpodobně také proto, že obyvatelé museli dodržovat přísná pravidla jako např. zákaz vycházení po 22 hodině.
Od roku 2003 je stavba chráněná jako historická památka.

## Architektura
Areál tvoří čtyři budovy, které obklopují zahradu s fontánou. Aby se zabránilo kasárenskému vzhledu, jsou jednotlivé budovy propojeny lávkami a schodišti. Tato centrální část je osvětlena prosklenou střechou. Přístup do areálu byl přes vrátnici, kde sídlil správce. Domy jsou podsklepené, mají čtyři podlaží a obsahují 86 bytů. Proti nemocím a kvůli zachování hygieny byly na každém patře umístěny 4 toalety.